# Giões
Giões is een plaats (freguesia) in de Portugese gemeente Alcoutim en telt 307 inwoners (2001).